# Благовіщеньє (Великоустюзький район)
Благові́щеньє (рос. Благовещенье) — присілок у складі Великоустюзького району Вологодської області, Росія. Адміністративний центр Мардензького сільського поселення.

## Населення
Населення — 458 осіб (2010; 474 у 2002).
Національний склад (станом на 2002 рік):
- росіяни — 99 %